# Pankl
Die Pankl AG (vormals Pankl SHW Industries AG) (Eigenschreibweise: pankl) ist eine österreichische Konzernober- und Holdinggesellschaft mit Sitz in Kapfenberg, zu der die pankl-Gruppe und die SHW-Gruppe gehören. 
Pankl wurde 1985 von Gerold Pankl in Bruck an der Mur gegründet und befindet sich heute im Mehrheitsbesitz der Pierer Industrie AG von Stefan Pierer. 
Beginnend mit Pleueln für den Motorsport hat das Unternehmen seither sein Sortiment ausgeweitet. Heute ist es auf die Produktion einer Vielzahl an Komponenten für Motoren- und Antriebssysteme spezialisiert.
Neben dem Firmensitz in Bruck an der Mur und dem Standort Kapfenberg hält Pankl ein weltweites Netzwerk mit Filialen in der Slowakei, Deutschland, Großbritannien, den USA und Japan.
Der Grundstein für die Aerospace-Abteilung wurde 1994 gelegt, als erstmals Antriebswellen für Heckrotoren von Hubschraubern hergestellt wurden.
2008 übernimmt die Cross Industries von Stefan Pierer 25,59 Prozent von Pankl Racing. Verkäufer der Anteile war der damalige Pankl-Chef Ernst Wustinger.
2011 übernahm Pankl den US-amerikanischen Kurbelwellenhersteller SP Crankshaft, der 2004 ebenfalls von Gerold Pankl gegründet worden war.
Pankl errichtete ab 2016 eine neue Halle zur Produktion von Motorradgetrieben in der Steiermark, die Eröffnung erfolgte im April 2018. Bis Ende 2019 soll ein neues Luftfahrt-Werk in Kapfenberg errichtet werden.
Am 14. Februar 2018 stellte Pankl einen Antrag zum Delisting von der Börse, der Börsenrückzug erfolgte mit Ende Mai 2018.
Im Dezember 2020 gab Pankl bekannt, die Krenhof AG zum 1. Januar 2021 zu übernehmen. Krenhof realisiert mit 260 Mitarbeitern einen Umsatz von ca. 50 Mio. Euro. Zum 1. Oktober 2021 wurden die 90 Mitarbeiter der Pankl Schmiedetechnik GmbH und die Krenhof AG zusammengeführt und als Krenhof GmbH weitergeführt.
Pankl ist in drei Kernbereichen tätig:
- Racing: Entwicklung und Herstellung von Kolben, Pleueln und anderen Teilen für Motor und Antriebsstrang.
- Aerospace: Antriebsstrang und Fahrwerk für Hubschrauber und Flugzeuge.
- High Performance: Motor- und Antriebskomponenten für exklusive Fahrzeuge im Luxusbereich sowie Aluminium-Leichtbauteile.

## Standorte
- Pankl Aerospace Systems Europe GmbH, Kapfenberg AT
- Pankl Systems Austria GmbH, Kapfenberg AT
  - Engine Systems, Bruck/Mur AT
  - Drivetrain Systems, Kapfenberg AT
  - Forging Systems, Kapfenberg AT
  - High Performance Systems, Kapfenberg AT
- Pankl Turbosystems GmbH, Mannheim GER
- Pankl Japan, Inc., Tokyo JPN
- Pankl Racing Systems UK Limited, Bicester UK
- Pankl Racing Systems UK Limited, Trading as Northbridge, Leicester UK
- Pankl Holdings, Inc., Irvine USA
- CP-Carrillo, Inc., Irvine USA
- Pankl Aerospace Systems, Inc., Cerritos USA[9]